# Hitman: Agent 47
Hitman: Agent 47 è un film del 2015 diretto da Aleksander Bach.
La pellicola, con protagonisti Rupert Friend e Zachary Quinto, è tratta dalla serie di videogiochi Hitman, già portata sul grande schermo nel 2007 col film Hitman - L'assassino.

## Trama
Nell'agosto del 1967 venne lanciato il programma Agenti, che aveva lo scopo di creare la macchina di morte perfetta. Guidato dal geniale genetista Peter Aaron Litvenko, il programma creò gli agenti, esseri umani geneticamente potenziati che si dimostrarono più forti, più veloci e più intelligenti degli esseri umani normali e programmati per non provare alcuna emozione o rimorso, rendendoli di fatto assassini spietati ed efficienti. Nonostante il programma Agenti venne considerato un successo, Litvenko si pentì di aver creato degli assassini senza umanità, così decise di scappare e sparire nel nulla. Molti altri cercarono di imitarlo ma fallirono tutti non avendo i dati sufficienti. Successivamente il governo bloccò il programma e gli agenti sopravvissuti continuarono la loro vita. Qualche decennio più tardi un altro scienziato di nome Delriego si mette alla ricerca della soluzione ma inutilmente; successivamente per caso scoprì la chiave per risalire all'inventore: una ragazza di nome Katia Van Dess.
47, un agente creato da Litvenko, lavora come sicario per l'ICA (International Contracts Agency) e ha trascorso gli ultimi anni a rintracciare Katia; riceve una dritta dai mercenari guidati da Delriego, che hanno cercato di trovare Litvenko per ricreare il programma Agente per i propri scopi. Katia, che vive a Berlino, ha lavorato instancabilmente per trovare un uomo sconosciuto ed è afflitta da un'ansia travolgente e da una consapevolezza sovrumana di tutto ciò che la circonda. Katia viene avvicinata in una stazione della metropolitana da un uomo che si fa chiamare John Smith. Le dice che 47 sta arrivando per ucciderla e le offre protezione, mentre lascia intendere di avere informazioni sull'uomo che sta cercando. 47 trova e attacca la coppia, che riesce a scappare, ma non prima che 47 sfreghi il braccio di Katia con un proiettile da cecchino.
Smith e Katia si nascondono in una stanza d'albergo. Lui spiega di essere un agente di una società nota come Agenzia Internazionale e che l'uomo che sta cercando è Litvenko, che è anche suo padre. Katia gli mostra gli indizi che ha messo insieme e chiede a Smith di raccontarle tutto quello che sa di suo padre. In base alle lingue che conosce, alla sua età, al suo amore per le orchidee e alle sue condizioni di salute (cancro ai polmoni), Katia deduce dove deve vivere suo padre. Prima che possa dirlo a Smith, entra 47, lasciando Smith per morto e catturando Katia.
Una volta che Katia si sveglia, 47 le spiega che è un agente, progettata da suo padre per essere migliore persino di 47 stesso (spiega che il suo nome "Katia van Dees" è un omofono del suo vero nome, "Quatre-vingt-dix"; che in francese significa "90"). Le mostra come usare le sue abilità in combattimento e i due combattono contro le forze dell'Agenzia. Vengono affrontati da Smith, che si scopre avere un'armatura corporea in titanio sottocutaneo impiantata chirurgicamente, che lo rende immune agli spari. Dopo aver combattuto contro Smith, 47 e Katia riescono a scappare. Katia fa promettere a 47 che non farà del male a suo padre e alla fine rivela la posizione di Litvenko: Singapore . Altrove, la responsabile di 47, Diana, venendo a conoscenza della sua situazione, contatta un altro agente con un contratto a Singapore.
47 e Katia rintracciano Litvenko, che si scusa con Katia per averla potenziata geneticamente e abbandonata, dicendo che voleva solo tenerla al sicuro e chiamando 47 suo "fratello". Proprio in quel momento, i soldati dell'Agenzia attaccano il gruppo e sono costretti a fuggire. Durante la fuga, Litvenko viene catturato da Smith, ma non prima che 47 gli faccia scivolare un inalatore esplosivo in tasca.
Smith tortura Litvenko sotto la supervisione del direttore dell'Agenzia Antoine Le Clerq, ma Litvenko si rifiuta di riaprire il programma Agente. 47 hackera il sistema di annunci dell'Agenzia e Katia fa schiantare un elicottero rubato nell'edificio; 47 si traveste da pompiere per entrare senza essere scoperto. I due si fanno strada tra le forze di sicurezza dell'Agenzia e 47 viene nuovamente affrontato da Smith. 47 lo sconfigge elettrocuttandolo.
Sul tetto, 47 e Katia puliscono il resto delle truppe dell'Agenzia, ma non prima che Le Clerq fugga in elicottero con Litvenko. A mezz'aria, Litvenko fa esplodere l'inalatore, uccidendo se stesso e il direttore. 47 chiama quindi Diana e conferma che il suo primo obiettivo, che si rivela essere sempre stato Le Clerq, è stato eliminato. Quando Diana chiede del secondo obiettivo (che si suppone essere Katia), 47 lascia cadere il telefono dal lato dell'edificio. Mentre i due si preparano ad andarsene, vengono affrontati dall'agente 48, un sosia esatto dell'agente 47, che dice loro "Diana vi saluta'" prima che lui, l'agente 47 e Katia sparino.
Nella scena a metà dei titoli di coda, Smith viene mostrato ancora vivo.

## Produzione
Il 5 febbraio 2013 la 20th Century Fox annuncia il progetto, con Skip Woods e Mike Finch sceneggiatori, Aleksander Bach alla regia e Paul Walker come protagonista.
Dopo la morte di Walker, avvenuta il 30 novembre 2013, viene scelto l'attore Rupert Friend per sostituirlo.

### Riprese
Le riprese del film iniziano il 18 febbraio 2014 e si svolgono tra Berlino e Singapore.

## Distribuzione
Il primo trailer del film è stato diffuso l'11 febbraio 2015.
La pellicola è stata distribuita nelle sale cinematografiche statunitensi a partire dal 21 agosto 2015 ed in quelle italiane dal 29 ottobre.